# Scalpay (Hébrides intérieures)
Pour les articles homonymes, voir Scalpay.
Scalpay (Sgalpaigh, l'île du voilier en gaélique écossais) est une île de l'archipel des Hébrides intérieures, en Écosse.

## Géographie et histoire

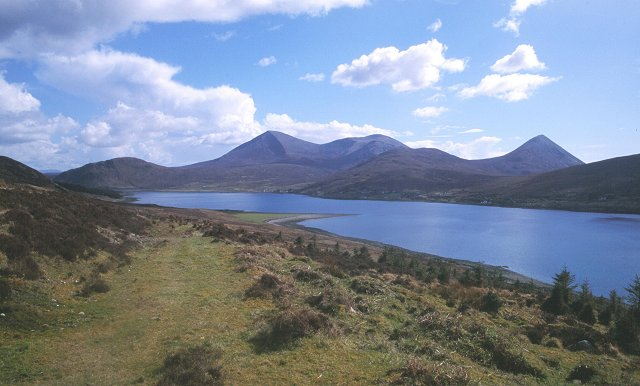
L'île de Skye vue depuis Scalpay.

Séparée de la côte Est de l'île de Skye par le Loch na Cairidh, Scalpay culmine à 400 mètres d'altitude au Mullach na Càrn ; sa superficie est d'environ 25 kilomètres carrés.
Scalpay, par ailleurs une propriété privée, abrite un élevage de cerfs, ainsi qu'une réserve de chasse et des maisons en location pour les visiteurs. Si l'île comporte des plantations de conifères, elle reste cependant en majorité recouverte par la bruyère.
Le riche armateur et politicien Donald Currie a été le propriétaire de l'île à la fin du XIXe siècle ; c'est lui qui a fait construire les premières routes et a ordonné la plus grande partie des plantations d'arbres.